# Az obsitos
Az obsitos Garay János 1843-ban írt tréfás, anekdotázó elbeszélő költeménye.
Háry János, az obsitos. A szerző egy ősrégi irodalmi típust, a hetvenkedő, kiszolgált katonát helyezi magyar környezetbe. A humor forrása a költeményben nem csupán a főhős hencegő nagyotmondás-sorozata, hanem a környezetrajz, a nagyszerűen jellemzett hiszékeny hallgatóság is.
A mű önálló kiadásban először az Ifjúsági Könyvkiadónál jelent meg Gácsi Mihály illusztrációival, 1956-ban.

## Történet
|  | Alább a cselekmény részletei következnek! |

- I. Az obsitos és Napoleon.

Egy kocsmában hárman beszélgettek: egy potrohos bíró, Háry János, az obsitos vitéz és a furfangos író. A többi asztalnál vidám parasztlegények borozgattak. Az obsitos tetteit ámulva hallgatták a jelenlévők.
Háry János egymaga hadseregeket vert széjjel, eljutott az Óperenciás tengeren is túlra, franciák rettegték nevét, a világ végénél is járt, ahol a lábát lelógatta a semmibe. Ám legnagyobb tette az volt, hogy a nagy Napóleont fogságba ejtette. Huszárnak nevezte magát, holott a hadjáratokban végig gyalogosként vett részt, de ez nem zavarta a kocsmabélieket, szájtátva hallgatták a mesét. Kiderült a baka történetéből, hogyan vert meg kétszáz magyar huszár kétszázezer franciát.
Futottak már a franczok, mint szélben a katáng,

Utánok a magyarság, hogy szinte fulladánk!
A futók között a magyar vitéz felfedezte Napóleont, aki az életéért könyörgött, kincseket ígérvén Hárynak. Amikor a kapitányához kísérte a huszár a francia császárt, akkor egy hatlovas hintóval találkoztak. A hintóban Mária Lujza, Napóleon felesége ült, aki férje szabadságáért felajánlotta, hogy hős Jánosunké lesz, míg világ a világ. Háry elfogadta az ajánlatot, és szabadon engedte a császárt, aki gyorsan elvágtatott, de előtte két szép aranyórát adott a magyar vitéznek. Az egyik órát a kapitánynak szánta az obsitos, a másikat meg közben a hadnagya kérte el. Így most a kocsmában egyet sem tudott felmutatni, de ők hitték mindannyin, a potrohos bíró, a vigadó legények, még a gonosz író is. A furfangos diák nagyot hörpintve szólt: „Nincs oly vitéz a földön, mint Háry bátya volt.”
- II. Az obsitos látogatása Ferencz császárnál.

További történeteket is hallottak Hárytól az ivóban: járt Franciaországban, Padovában, ahol a tenger partján óriási rák az ollójával felvett egy lovas kozákot. Tirolországban a hegyekben oly magasra jutott, hogy csak hason mászhatott, nehogy a nap lángja a haját megégesse. Mantovában egy hétfejű sárkánnyal küzdött meg oroszlán módjára.
Egyszer Bécsben  meglátogatta Ferenc császárt, akit korábban a halál torkából mentett meg, nem messze Padovától. Az uralkodó és családtagjai örömmel vendégül látták a hűséges katonát. Búcsúzásképpen a császár ezüsttallérokkal gazdagon megjutalmazta Háry Jánost.
A tallérok - mint ezernyi annyi más  - azóta elfogytak, de a királyt továbbra is a legjobb barátjaként emlegette az obsitos.
|  | Itt a vége a cselekmény részletezésének! |

## Kiadások
- Littera Könyv- és Lapkiadó Kft., Pécs, 1989, 12 oldal, illusztrálta: Révész Klára
- Pátria Nyomda, 1973, 74 oldal
- Kriterion Könyvkiadó, Kolozsvár, 1970, 32 oldal
- Ifjúsági Könyvkiadó, Budapest, 1956, 36 oldal, illusztrálta: Gácsi Mihály